# Altotonga
Altotonga es una ciudad mexicana ubicada en la zona montañosa del estado de Veracruz. Es cabecera del municipio de Altotonga.

## Clima
| Parámetros climáticos promedio de Altotonga, Veracruz, normales 1991–2020 | Parámetros climáticos promedio de Altotonga, Veracruz, normales 1991–2020 | Parámetros climáticos promedio de Altotonga, Veracruz, normales 1991–2020 | Parámetros climáticos promedio de Altotonga, Veracruz, normales 1991–2020 | Parámetros climáticos promedio de Altotonga, Veracruz, normales 1991–2020 | Parámetros climáticos promedio de Altotonga, Veracruz, normales 1991–2020 | Parámetros climáticos promedio de Altotonga, Veracruz, normales 1991–2020 | Parámetros climáticos promedio de Altotonga, Veracruz, normales 1991–2020 | Parámetros climáticos promedio de Altotonga, Veracruz, normales 1991–2020 | Parámetros climáticos promedio de Altotonga, Veracruz, normales 1991–2020 | Parámetros climáticos promedio de Altotonga, Veracruz, normales 1991–2020 | Parámetros climáticos promedio de Altotonga, Veracruz, normales 1991–2020 | Parámetros climáticos promedio de Altotonga, Veracruz, normales 1991–2020 | Parámetros climáticos promedio de Altotonga, Veracruz, normales 1991–2020 |
| Mes                                                                       | Ene.                                                                      | Feb.                                                                      | Mar.                                                                      | Abr.                                                                      | May.                                                                      | Jun.                                                                      | Jul.                                                                      | Ago.                                                                      | Sep.                                                                      | Oct.                                                                      | Nov.                                                                      | Dic.                                                                      | Anual                                                                     |
| ------------------------------------------------------------------------- | ------------------------------------------------------------------------- | ------------------------------------------------------------------------- | ------------------------------------------------------------------------- | ------------------------------------------------------------------------- | ------------------------------------------------------------------------- | ------------------------------------------------------------------------- | ------------------------------------------------------------------------- | ------------------------------------------------------------------------- | ------------------------------------------------------------------------- | ------------------------------------------------------------------------- | ------------------------------------------------------------------------- | ------------------------------------------------------------------------- | ------------------------------------------------------------------------- |
| Temp. máx. abs. (°C)                                                      | 30                                                                        | 29                                                                        | 33                                                                        | 38                                                                        | 38                                                                        | 35                                                                        | 33                                                                        | 30                                                                        | 30                                                                        | 29                                                                        | 28                                                                        | 28                                                                        | 38                                                                        |
| Temp. máx. media (°C)                                                     | 18.3                                                                      | 19.3                                                                      | 20.8                                                                      | 22.9                                                                      | 22.8                                                                      | 21.8                                                                      | 21.5                                                                      | 21.2                                                                      | 20.5                                                                      | 19.7                                                                      | 18.2                                                                      | 18.3                                                                      | 20.4                                                                      |
| Temp. media (°C)                                                          | 12.3                                                                      | 13.1                                                                      | 14.4                                                                      | 16.2                                                                      | 16.4                                                                      | 15.9                                                                      | 15.5                                                                      | 15.3                                                                      | 15.1                                                                      | 14.2                                                                      | 12.8                                                                      | 12.5                                                                      | 14.5                                                                      |
| Temp. mín. media (°C)                                                     | 6.3                                                                       | 7                                                                         | 8                                                                         | 9.5                                                                       | 10                                                                        | 10                                                                        | 9.6                                                                       | 9.4                                                                       | 9.7                                                                       | 8.6                                                                       | 7.3                                                                       | 6.8                                                                       | 8.5                                                                       |
| Temp. mín. abs. (°C)                                                      | -2                                                                        | -1                                                                        | 1                                                                         | 2                                                                         | 5                                                                         | 5                                                                         | 4                                                                         | 4                                                                         | 1                                                                         | 2                                                                         | -3                                                                        | -7                                                                        | -7                                                                        |
| Precipitación total (mm)                                                  | 77.3                                                                      | 60.8                                                                      | 59.7                                                                      | 60.6                                                                      | 73                                                                        | 209.5                                                                     | 157.2                                                                     | 209.1                                                                     | 345.3                                                                     | 283                                                                       | 158.8                                                                     | 75.4                                                                      | 1769.7                                                                    |
| Días de precipitaciones (≥ 0.1 mm)                                        | 12                                                                        | 9.5                                                                       | 10.5                                                                      | 9.6                                                                       | 9.3                                                                       | 17.6                                                                      | 16.9                                                                      | 19.1                                                                      | 20.1                                                                      | 17.6                                                                      | 13.8                                                                      | 11.9                                                                      | 167.9                                                                     |
| Fuente: Servicio Meteorológico Nacional                                   |                                                                           |                                                                           |                                                                           |                                                                           |                                                                           |                                                                           |                                                                           |                                                                           |                                                                           |                                                                           |                                                                           |                                                                           |                                                                           |

## Demografía
| Censo | Población |
| ----- | --------- |
| 1900  | 2 403     |
| 1910  | 2 640     |
| 1921  | 2 575     |
| 1930  | 3 070     |
| 1940  | 4 478     |
| 1950  | 4 818     |
| 1960  | 5 584     |
| 1970  | 6 754     |
| 1980  | 10 664    |
| 1990  | 12 305    |
| 1995  | 14 208    |
| 2000  | 15 464    |
| 2005  | 18 076    |
| 2010  | 19 722    |
| 2020  | 21 640    |